# Guduščani
Guduščani, Guduskani, Gačani ali Kučani (latinsko Guduscani) so bili južnoslovansko pleme, ki se skupaj z Obodriti  (latinsko Predenecenti) in Timočani (latinsko Timociani) prvič omenja leta 818 na ozemlju sedanje vzhodne Srbije. Omenjena plemena so bila podložna bolgarskemu kanu Krumu (vladal 803-814). Einhard v Analih Frankovskega kraljestva omenja, da so leta 818 k cesarju Ludviku Pobožnemu v Herstal prišli 
...nationum legati Abodritorum videlicet ac Bornae ducis Guduscanorum et Timocianorum qui nuper a Bulgarorum societate desciverant et ad nostros fines se contulerant...
... odposlanci ljudstva Obodritov, guduščanskega kneza Borne in Timočanov, ki so pred kratkim prišli pod bolgarsko oblast, s prošnjo za obnovitev naših meja,
se pravi, da so prosili za vojaško zaščito in zvezo s Franki proti Bolgarom.
Nekateri zgodovinarji menijo, da so bili Guduščani eno od »sedmih slovanskih plemen«, znanih pod imenom Severjani (grško  starogrško Σέβερεις, Sévereis), ki jih omenja bizantinski zgodovinar Teofan Spovednik.  Severjani so bli naseljeni zahodno od reke Timok, zato se domneva, da so jih sestavljali Timočani, Braničevci in Guduščani.
Iz Einhardovih Analov je razvidno, da so Guduščani pobegnili pred Bolgari na ozemlje Liburnije in Dalmacije (Lika, Gacko, severna Dalmacija) in postali frankovski vazali. Guduščanski vladar Borna je dobil naslov knez Dalmacije in kasneje knez Dalmacije in Liburnije (dux Dalmatiae atque Liburniae). Knez Borna v večini zgodovinske literature velja za začetnika prve hrvaške vladarske dinastije.

## Sklica
1. ↑  Annales Regni Francorum. Pridobljeno  31. marca  2013.
2. ↑  Vizantijski izvori za istoriju naroda Jugoslavije, str. 225.

## Vira
- Fine, John Van Antwerp (1991). The Early Medieval Balkans: A Critical Survey from the Sixth to the Late Twelfth Century. University of Michigan Press. COBISS 1105426526. ISBN 978-0-472-08149-3.
- Več avtorjev. Vizantijski izvori za istoriju naroda Jugoslavije. Vizantološki institut Srpske akademije nauka i umetnosti, Posebna izdanja, Knjiga 3, Tom I, Beograd, 1955.